# Красиково (Московская область)
Красиково — деревня в Волоколамском районе Московской области России, входит в состав сельского поселения Спасское. Население — 1 чел. (2010).

## География
Деревня Красиково расположена на западе Московской области, в центральной части Волоколамского района, примерно в 4 км к юго-востоку от города Волоколамска, на левом берегу реки Ламы (бассейн Иваньковского водохранилища). Ближайшие населённые пункты — деревни Юрьево и Васильевское.

## Население
| 1852 | 1859 | 1899 | 1926 | 2002 | 2006 | 2010 |
| ---- | ---- | ---- | ---- | ---- | ---- | ---- |
| 291  | ↘276 | ↗318 | ↘242 | ↘7   | ↘1   | →1   |

## История
Красиково, деревня 1-го стана, Государственных Имуществ, 142 души мужского пола, 149 женского, 30 дворов, 109 верст от столицы, 8 от уездного города, близ Можайского тракта.— Нистрем К. Указатель селений и жителей уездов Московской губернии, 1852 г.
В «Списке населённых мест» 1862 года — казённая деревня 1-го стана Волоколамского уезда Московской губернии по правую сторону Московского тракта, от границы Зубцовского уезда на город Волоколамск, в 7 верстах от уездного города, при реке Ламе, с 50 дворами и 276 жителями (138 мужчин, 138 женщин).
По данным на 1899 год — деревня Тимошевской волости Волоколамского уезда с 318 душами населения и земским училищем.
В 1913 году — 58 дворов, земское училище, кожевенный завод.
По материалам Всесоюзной переписи населения 1926 года — центр Красиковского сельсовета Тимошевской волости в 6,4 км от Осташёвского шоссе и 6,4 км от станции Волоколамск Балтийской железной дороги, проживало 242 жителя (96 мужчин, 146 женщин), насчитывалось 53 хозяйства, среди которых 52 крестьянских, имелась школа.
С 1929 года — населённый пункт в составе Волоколамского района Московского округа Московской области. Постановлением ЦИК и СНК от 23 июля 1930 года округа как административно-территориальные единицы были ликвидированы.
1929—1954 гг. — деревня Нелидовского сельсовета Волоколамского района.
1954—1963, 1965—1968 гг. — деревня Ждановского сельсовета Волоколамского района.
1963—1965 гг. — деревня Ждановского сельсовета Волоколамского укрупнённого сельского района.
1968—1973 гг. — деревня Таболовского сельсовета Волоколамского района.
1973—1994 гг. — деревня Судниковского сельсовета Волоколамского района.
В 1994 году Московской областной думой было утверждено положение о местном самоуправлении в Московской области, сельские советы как административно-территориальные единицы были преобразованы в сельские округа.
1994—2006 гг. — деревня Судниковского сельского округа Волоколамского района.
С 2006 года — деревня сельского поселения Спасское Волоколамского муниципального района Московской области.